# Dutkiewicz-Kliff
Das Dutkiewicz-Klifff (polnisch Urwisko Dutkiewicza) ist ein 330 m hohes Kliff auf King George Island im Archipel der Südlichen Shetlandinseln. Es ragt zwischen dem Italia Valley und dem Dera-Eisfall am Ezcurra-Fjord auf.
Polnische Wissenschaftler benannten es 1980 nach dem Geomorphologen Leopold Dutkiewicz, der an mehreren polnischen Antarktisexpeditionen beteiligt war und dabei 1977 als einer der Ersten auf der Arctowski-Station überwintert hatte.